# Guénel
Este artículo trata de guenél, para otros usos véase: Guenel
Un guénel (en occitano: guenél), es una linterna fabricada a partir de una remolacha ahuecada y tallada tradicionalmente como un rostro, donde se le introduce una vela, similar a una calabaza de Halloween. Esta tradición es típica de la región de Boulogne y de Norte-Paso de Calais, Francia. El significado de la palabra no está claramente establecido, la palabra "guénel" puede provenir según fuentes de la expresión "Gai Noël" (alegre navidad) o "Gainée" (cubierto por una funda). 
Cada año en la región se organiza a mediados de diciembre el défilé des guénels o Fiesta de Guénels. En la procesión de las antorchas también hay carros decorados. El desfile es seguido por un grupo de niños que cantan Ô Guénels, una canción local.

## Origen y tradición
No se sabe exactamente el origen exacto del Guénel pero se cree que la tradición se remonta a varios siglos atrás vinculada a Halloween o al Samain, una tradición de origen celta.